# Museo nazionale di San Matteo
Il Museo nazionale di San Matteo è il più importante museo di pittura e scultura a Pisa, situato nella piazzetta di San Matteo in Soarta.
Situato nel convento medievale di San Matteo, si affaccia sull'Arno con un elegante prospetto in stile romanico pisano ed una facciata (dove si trova l'ingresso) classicheggiante. Possiede una serie completa di opere dei principali maestri pisani e più in generale toscani dal XII al XVII secolo, oltre a reperti archeologici e ceramici.
Il numero e la rilevanza delle opere qui custodite fanno del San Matteo,  sito forse meno noto di quanto meriterebbe, uno dei musei più importanti d'Europa in tema di arte medioevale. Straordinaria in particolare è la collezione di opere pittoriche del territorio pisano del XII e XIII secolo. Il valore di queste opere porta sempre più gli studi storico-artistici a riconoscere che quella pisana sia stata la maggior scuola pittorica italiana sino alle soglie del XIII secolo.
Dal dicembre 2014 il Ministero per i beni e le attività culturali lo gestisce tramite il Polo museale della Toscana, nel dicembre 2019 divenuto Direzione regionale Musei.

## Il complesso

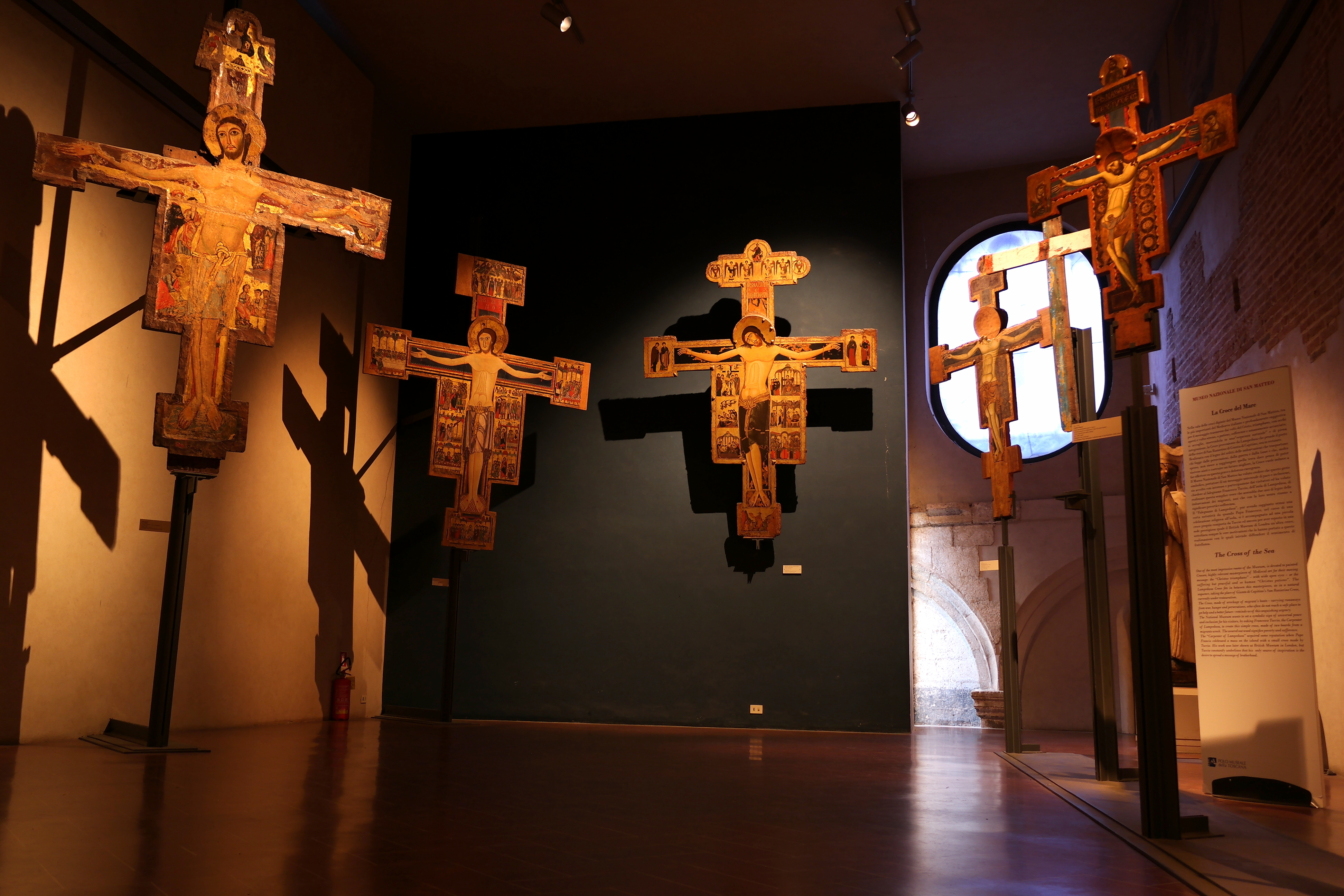
La sala delle croci dipinte

Il monastero di San Matteo, databile all'XI secolo, venne ampliato nel XIII secolo. L'articolazione delle sale si sviluppa attorno al chiostro quadrato, modificato nel Cinquecento con la costruzione del portico.
L'origine del museo risale alle collezioni raccolte dal canonico Sebastiano Zucchetti, che le donò all'Opera del Duomo di Pisa nel 1796. In seguito altri lasciti, donazioni e acquisti arricchirono il nucleo originario nel corso dell'Ottocento e nel 1893 fu ordinato (come "Museo civico") nell'ex-convento di San Francesco, per poi trovare la collocazione attuale nel 1949. Il riordino delle collezioni è tuttora in corso.
Il museo è stato inaugurato il 13 novembre 1949.
La descrizione delle sale è tratta dal progetto di ampliamento e risistemazione futuro, non ancora completato.

## Sezioni

### La sezione archeologica
La sala 1 contiene un sarcofago paleocristiano con un Buon Pastore (V secolo), mentre la sala 2 ospita un lapidario, con capitelli, cippi e sculture di epoca etrusca e romana.
Le sale dalla 3 alla 6 illustrano la storia di Pisa nell'epoca antica, con molti reperti di recente ritrovamento, che dovranno fare da complemento al previsto Museo archeologico nazionale pisano. Secondo il progetto di riallestimento, qui si dovranno trovare i materiali scavati in tombe della Valdera, di Bientina e dalla necropoli etrusca di via di Gello nel quartiere Porta a Lucca, Pisa. Altre opere indicative dell'evoluzione cittadina saranno collocate dagli scavi cittadini, come quelli di piazza Dante, con materiali ceramici e scultorei. Tra i reperti sono di particolare pregio la testa di età claudia di un privato e la scultura di un togato di epoca repubblicana.
Interessanti sono anche i reperti dalle tombe longobarde scavate nei pressi del Duomo. L'ultima sala conterrà una sezione dedicata all'epigrafia, con numerosi reperti rinvenuti recentemente nell'area urbana e provinciale.

### La sezione ceramica
Di grande interesse è la sezione sulle ceramiche medievali di manifattura pisana e islamica (sale 7-11), che documentano gli scambi nel Mediterraneo nel periodo d'oro della repubblica marinara di Pisa (XI secolo). Spesso si tratta di pezzi rimossi dalle pareti esterne di edifici religiosi, dove oggi sono sostituiti da copie.
I pezzi arrivano a coprire fino al XVI secolo, con la sala 12 dedicata al lascito Tongiorgi con pezzi decorati "a stecca" e esemplari a graffito policromo.

### Scultura pisana dal XII al XV secolo

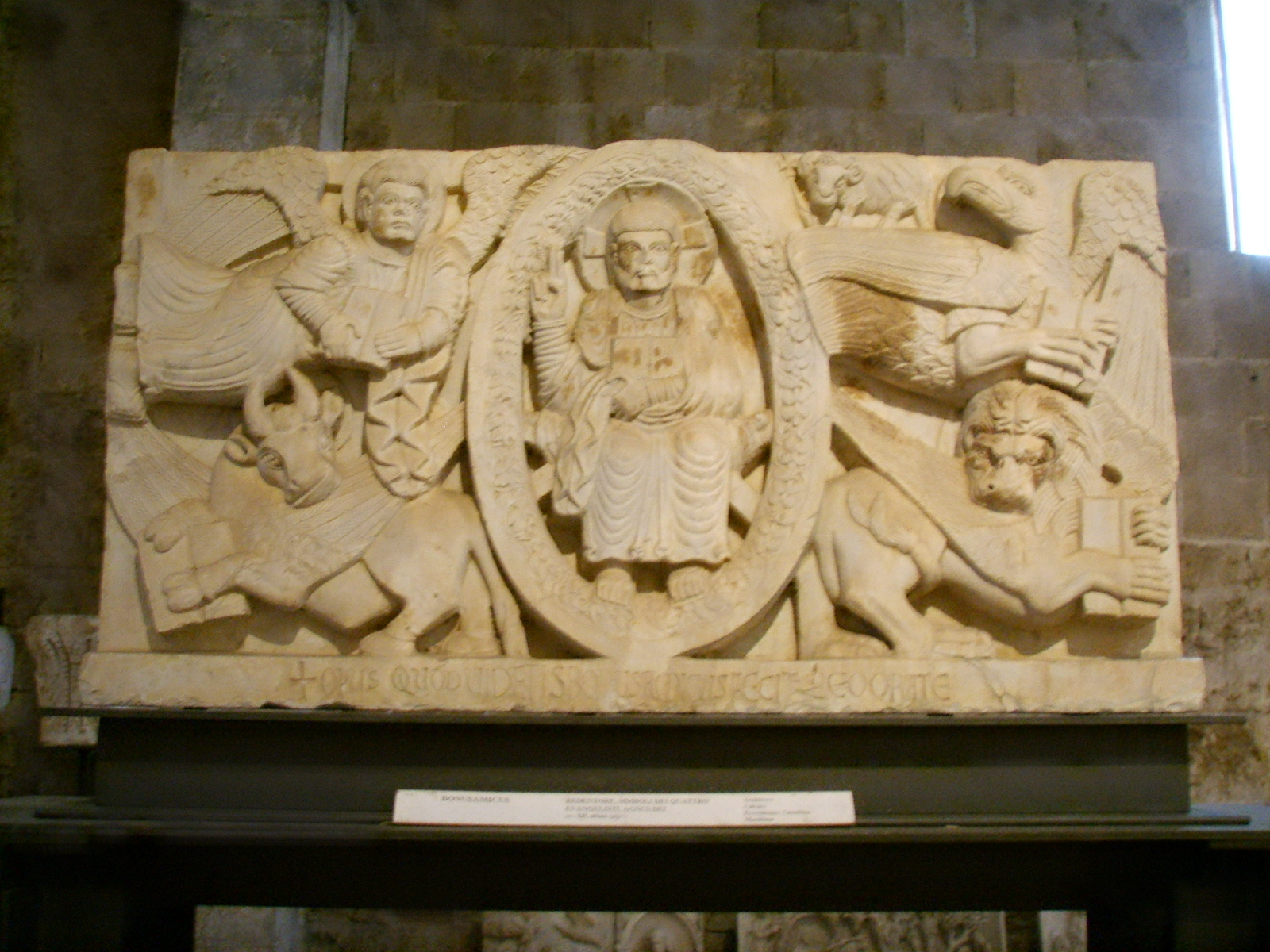
L'architrave romanica con il Cristo e simboli degli Evangelisti, firmata Bonusamicus

La sala 13 occupa l'antico presbiterio della chiesa di San Matteo e mostra sul pavimento gli scavi che hanno evidenziato le fondamenta delle absidi della chiesa anteriore al XII secolo.
Pisa fu uno dei più attivi centri di penetrazione dell'arte bizantina in Italia. Manifestano aderenza a questo stile opere locali come l'architrave con Storie di San Silvestro (XII secolo) e il Cristo benedicente già sulla lunetta della chiesa di San Michele degli Scalzi, datato 1202. Vi sono inoltre collocati dei frammenti del pulpito di San Michele in Borgo e, sempre dalla stessa chiesa, una Madonna col Bambino tra angeli e un abate, opera di Lupo Francesco, seguace di Giovanni Pisano.

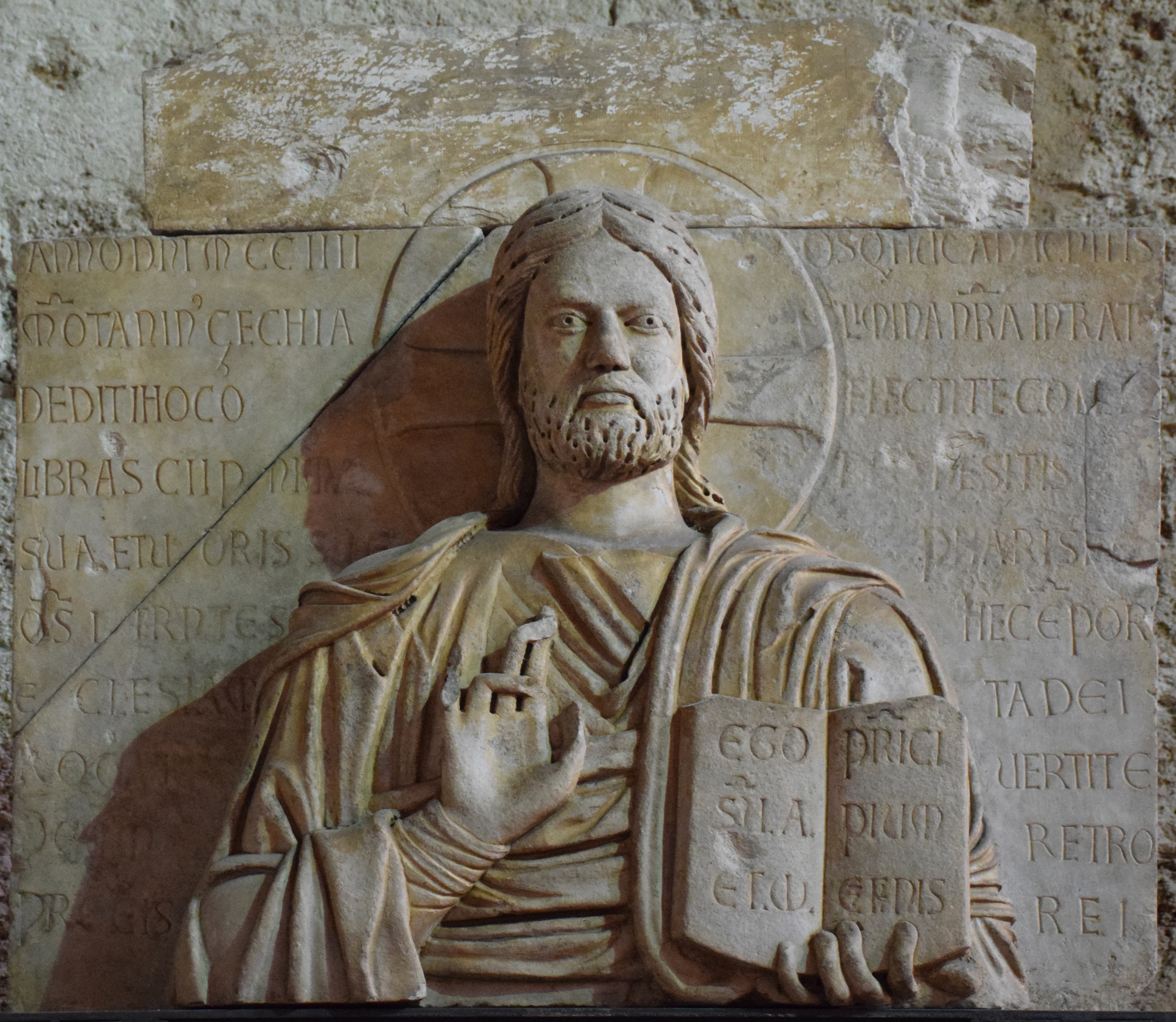
Busto di Cristo benedicente del 1204, proveniente dalla lunetta del portale maggiore della Chiesa di San Michele degli Scalzi

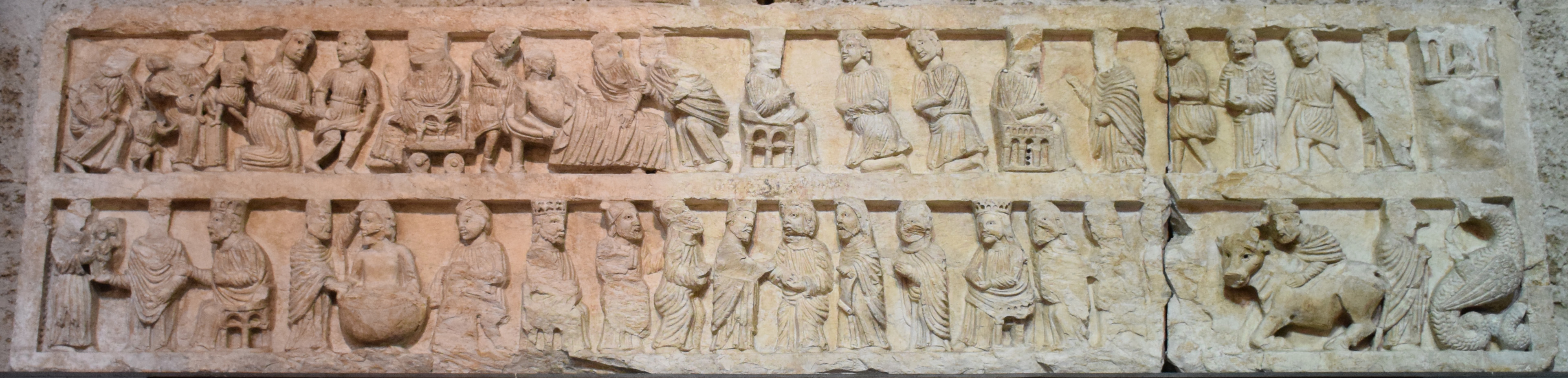
Architrave con storie di San Silvestro del secolo XII, proveniente dalla Chiesa di San Silvestro

Le sculture rimosse dall'esterno della chiesa di Santa Maria della Spina sono interessanti opere gotiche, mentre le lastre con le Virtù teologali sono opere quattrocentesche di Andrea Guardi.

### Arte bizantina
Dalla sala 14 il percorso prosegue al primo piano. Vi sono conservate opere greco-bizantine, tra le quali alcune icone su tavola e una Croce in cristallo di rocca del XIV secolo. Attualmente è in riallestimento.

### Monetiere
La sala 15 contiene la collezione numismatica che va dal XIII al XIX secolo. Comprende anche i piombi mercantili e i sigilli del Comune di Pisa e di altri stati italiani.
Di notevolissimo interesse in questa collezione sono gli Augustali di Federico II di Svevia, presenti in vari esemplari coniati da diverse zecche dello stato federiciano, considerate le monete stilisticamente più eleganti del Medioevo italiano.
L'ampio numero di Augustali (e di Tarì di Manfredi di Sicilia) rinvenuti a Pisa (e ora nel Museo) è significativa testimonianza della solidità della fede ghibellina della città nel XIII secolo e della conseguente fedeltà alla casa imperiale sveva.
Un sottoinsieme delle monete della collezione sono state digitalizzate nel 2011 con tecniche di Reflectance Transformation Imaging e sono consultabili interattivamente in un sistema digitale web.

### Pittura del XII e XIII secolo

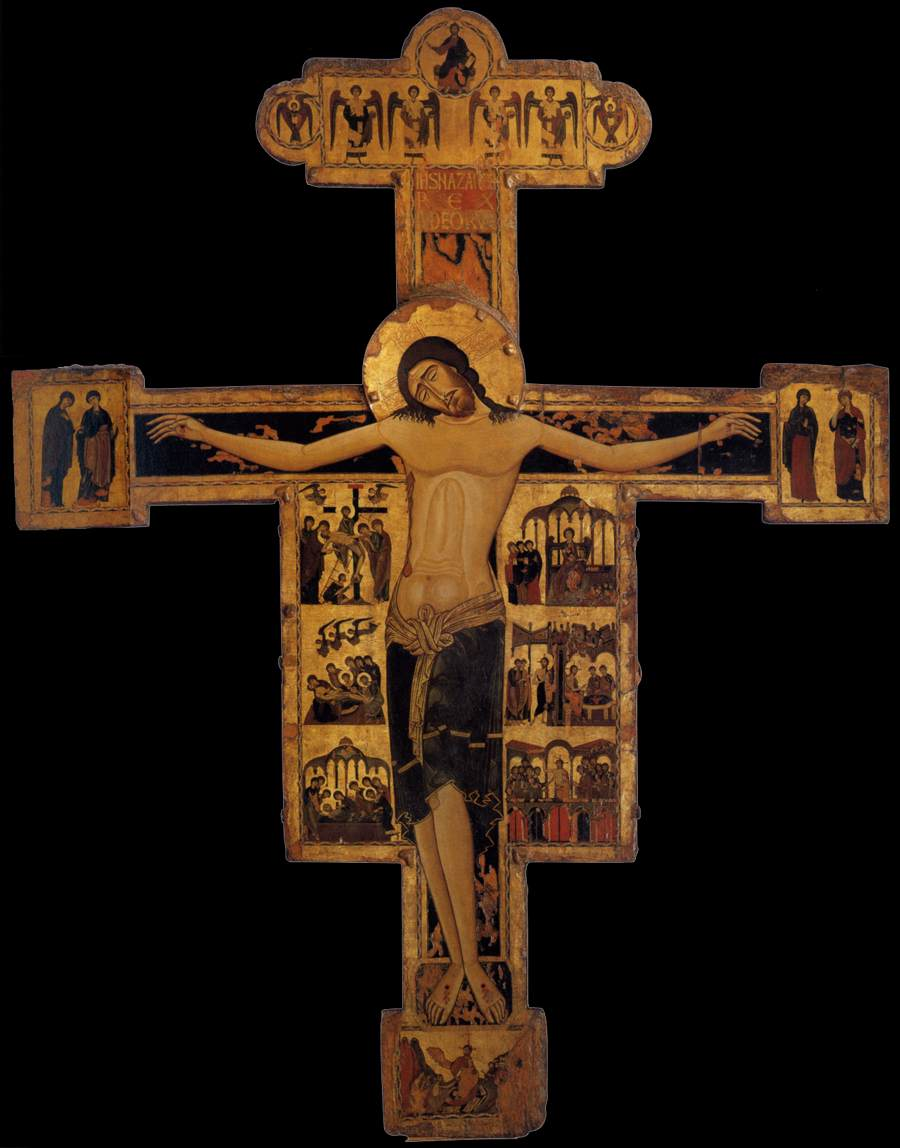
La Croce del Maestro Bizantino (primo decennio XIII sec.)

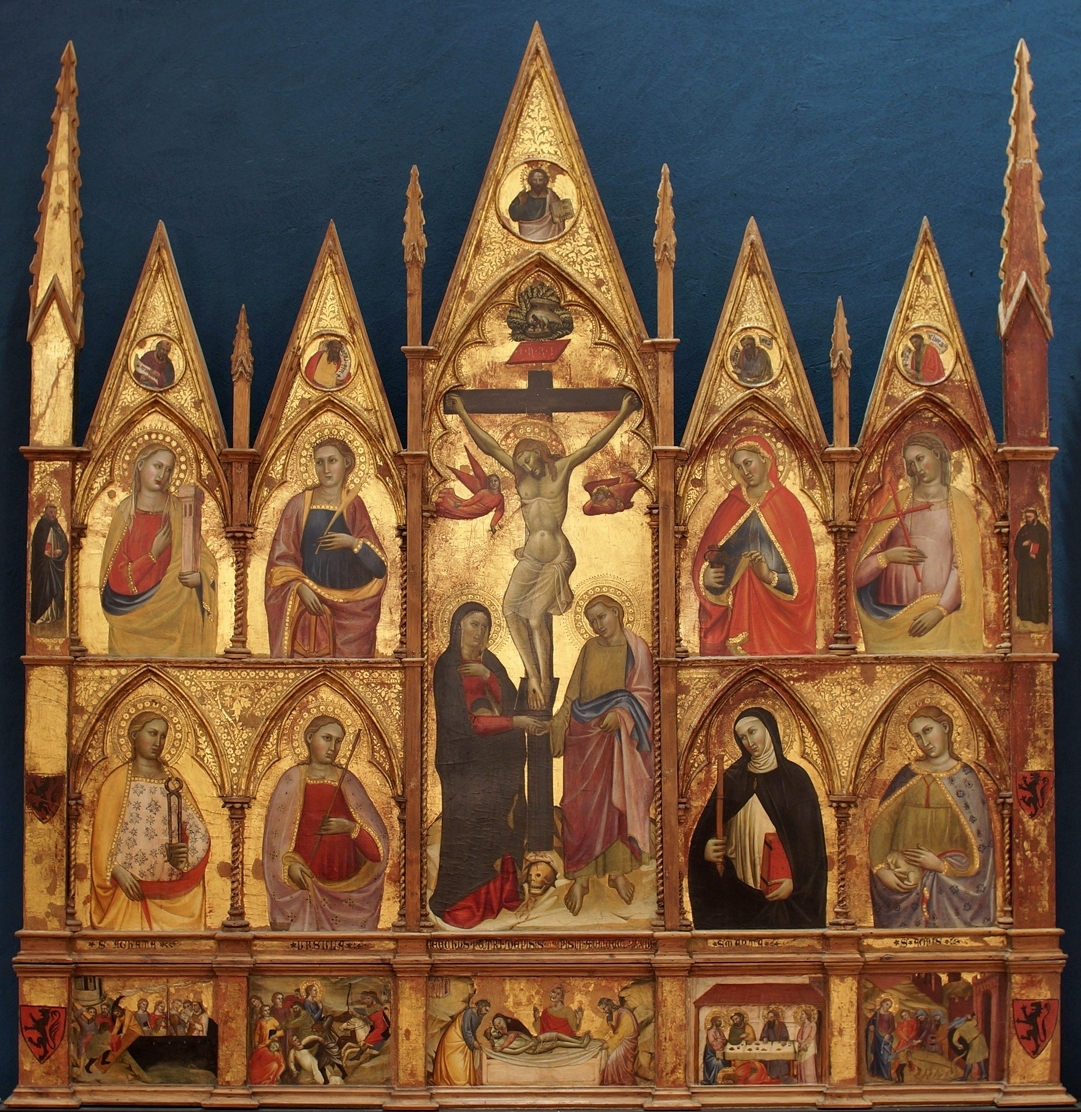
Cecco di Pietro, Polittico con Crocifissione

La sala 16 contiene alcune delle opere più famose del museo, tra le migliori testimonianze dei passaggi graduali dalla pittura bizantina a uno stile più peculiarmente "latino", cioè occidentale e italiano.
Al centro si trova la serie delle croci dipinte:
- La Croce di San Paolo all'Orto (inizio del XII secolo).
- La Croce della chiesa del Santo Sepolcro (fine del XII secolo).
- La Crocifisso n. 20, del cosiddetto Maestro bizantino di Pisa (primo decennio XIII sec., una delle più antiche rappresentazioni del Christus patiens in Italia).
- La Croce di Fucecchio di Berlinghiero Berlinghieri, firmata.
- Due croci processionali (la Croce processionale del Duomo di Pisa e il Crocifisso di San Benedetto) e una croce da altare (la Croce di san Ranierino) di Giunta Pisano.

Quest'ultima in particolare, la croce d'altare di Giunta, è tra i massimi capolavori del museo pisano, forse l'opera più nota tra quelle custoditevi. Datata alla metà del XIII secolo è probabilmente l'ultima delle tre croci d'altare, tra quelle pervenuteci, dipinte da Giunta (le altre si trovano a Bologna ed Assisi). È un'opera della maturità del maestro pisano e in essa si coglie al massimo la tensione espressionistica di Giunta nella raffigurazione del Christus Patiens. Nello sviluppo dell'icnografia della Crocifissione l'opera di Giunta e la croce del San Matteo in particolare costituiscono delle pietre miliari, ascendenti diretti dei capolavori sullo stesso tema di Cimabue prima e di Giotto poi.
Vi si trovano inoltre il dossale di San Francesco del XIII secolo (per lo più attribuito a Giunta Pisano), la Deposizione e il Cristo Crocifisso di Enrico di Tedice, oltre a varie opere del cosiddetto Maestro di San Martino: la straordinaria Madonna col Bambino e storie di Sant'Anna e San Gioacchino, la lunetta con la Madonna che allatta san Martino, la Sant'Anna in trono e la Vergine bambina. Particolarmente rimarchevole è la prima tavola del Maestro di San Martino, non a caso opera eponima (proviene infatti dalla chiesa di San Martino), giudicata da Roberto Longhi tra i massimi capolavori del Duecento e che ha portato il Longhi stesso a riconoscere nell'anonimo pittore pisano un precursore di Cimabue e di Giotto, soprattutto in virtù del recupero classico che affiora dalla sua opera, probabilmente stimolato dall'esempio di Nicola Pisano. Sempre Longhi ipotizzò che il Maestro di San Martino potesse identificarsi con il Terzo Maestro di Anagni, che a giudizio dello stesso storico è stato il più grande pittore della prima metà del Duecento. Ulteriore ipotesi di identificazione del Maestro di San Martino è quella che lo individua in Ugolino di Tedice, fratello del già menzionato Enrico.
In alto sono collocati degli affreschi staccati del XII-XIII secolo, dalle chiese di San Pietro in Vinculis e San Michele degli Scalzi.
La sala 17 è costruita su un ballatoio, dove si trovano, tra le opere più interessanti, un dossale di Santa Caterina, del XIII secolo e quattro Madonne col Bambino dei secoli XII e XII, tra le quali una è firmata da un certo "inellus (o asinellus) pisanus".
Nella sala 18 è esposta la famosa Bibbia di Calci ed altri codici miniati dei secoli XIII e XIV.

### Scultura pisana dal Camposanto
La sala 19 è dedicata ai materiali scultorei raccolti da Carlo Lasinio nel Camposanto Monumentale all'inizio dell'Ottocento. Vi sono collocati capitelli, acquasantiere, leggi, ed altri materiali.
Spiccano alcune opere di Nicola e Giovanni Pisano, Tino di Camaino e Giovanni di Balduccio. Tra le opere lignee una Madonna col Bambino di scuola francese della seconda metà del Duecento ed una coppia di Madonna annunciata e Angelo della prima metà del XIV secolo.

### Pittura del Trecento

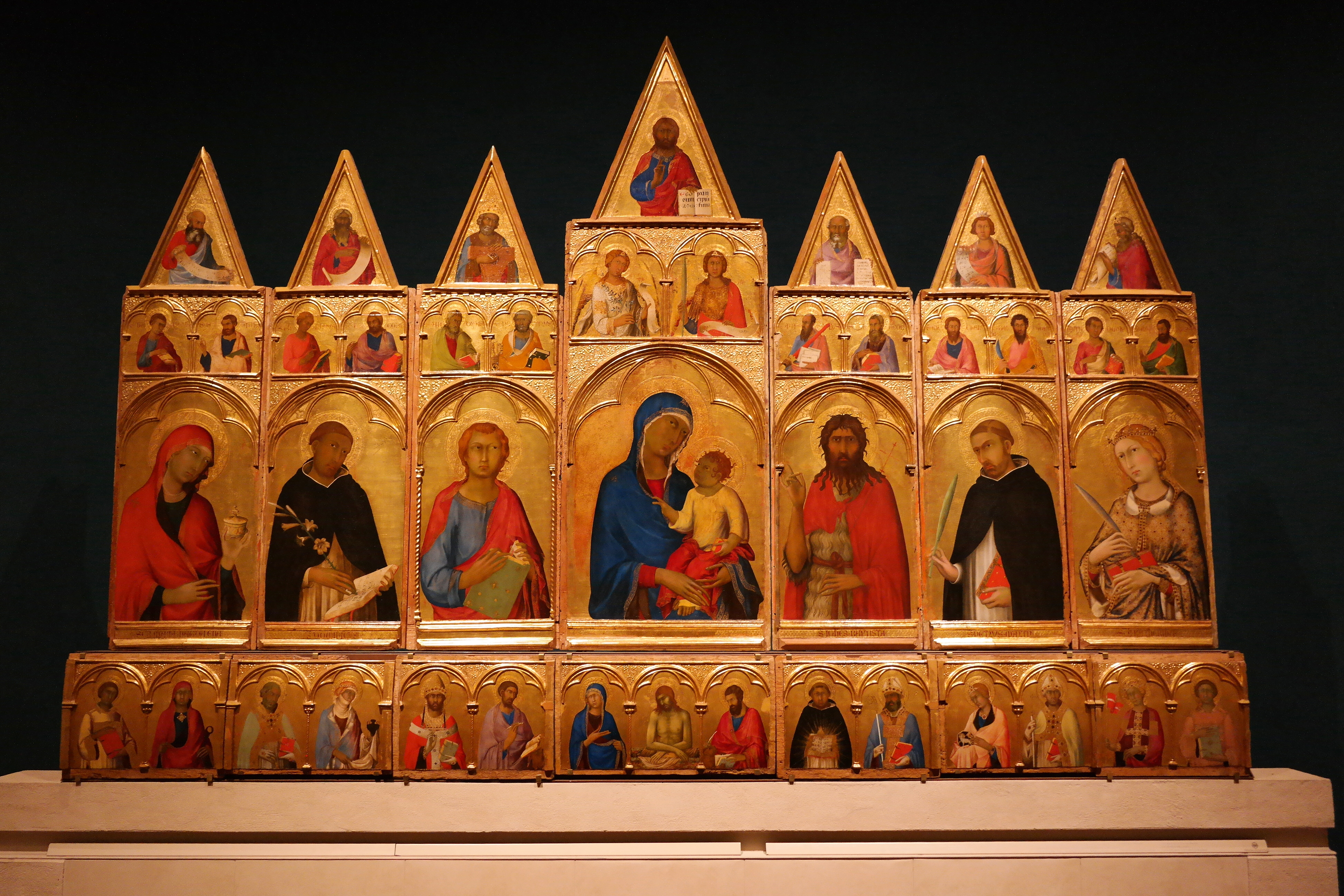
Il Polittico di Santa Caterina d'Alessandria di Simone Martini

La sala 20 è dedicata al Trecento. Il capolavoro della sala è il grande Polittico di Santa Caterina d'Alessandria a sette scomparti di Simone Martini con la Vergine col bambino e santi (1319-1320), completo di predella e cuspidi.
Altre opere nella sala sono il dossale di Deodato Orlandi, firmato e datato 1301, la Madonna col Bambino di Memmo di Filippuccio, la Madonna del Maestro di San Torpè e una sinopia di Buonamico Buffalmacco.
Un altro interessante polittico è quello a cinque scomparti delle Storie di San Domenico di Francesco Traini, dalla Chiesa di Santa Caterina, come quello di Simone Martini.
Alle pareti trovano posto opere del Maestro della Carità, di Giovanni di Nicola (prima metà del Trecento), la scultura lignea dell'Annunciata firmata Agostino di Giovanni e Stefano Accolti e datata 1321, il polittico di Lippo Memmi recentemente qui trasferito da Casciana Alta nelle Colline di Lari (già nel Duomo di Pisa) e quattro santi del Maestro di San Pietro Ovile (seconda metà del Trecento).

### Andrea Pisano e Nino Pisano

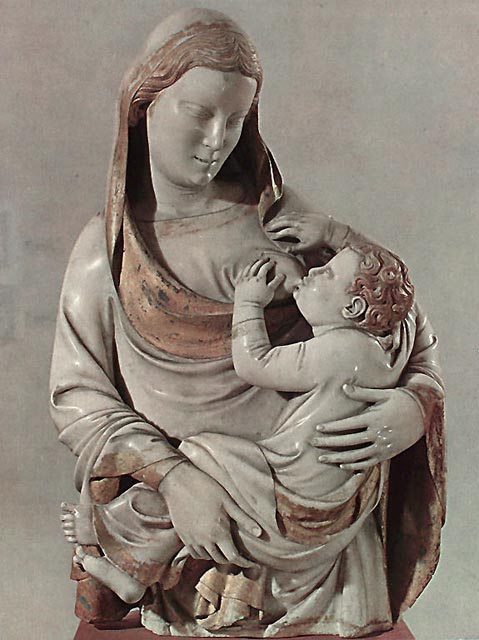
La Madonna del latte di Andrea Pisano.

La sala 21, dedicata a Andrea Pisano e suo figlio Nino, presenta ancora tracce dell'originaria decorazione ad affresco.
Tra le opere di Andrea spiccano l'Angelo annunciante (1345-1348 circa) e la marmorea Madonna col Bambino, da Santa Maria della Spina.
Importante è la statua della Madonna del latte, attribuita ad Andrea e Nino Pisano, un mezzobusto in marmo dorato, che ritrae la Madonna in atto di allattare il bambino. Sempre di Nino è la Madonna dei Vetturini, venerata da coloro che viaggiano, da cui il nome.

### Arte fra Tre e Quattrocento
La sala 22 ospita varie opere di pittura e scultura realizzate fra il Tre e il Quattrocento. Spiccano un polittico e due Santi di Neri da Volterra, il dossale della Pietà di Cecco di Pietro, autore anche del polittico con la Crocefissione e dei frammenti della predella del Polittico di Agnano (oggi nelle collezioni della Cassa di Risparmio di Pisa).
La Madonna e angeli musicanti è una pregevole opera di Domenico Veneziano. La Madonna dei Mercanti e la Madonna del latte sono di Barnaba di Modena, la Crocefissione firmata e datata 1366 è di Luca Tommè, mentre fanno parte di polittici smembrati i due pannelli di Spinello Aretino e i quattro santi di Agnolo Gaddi.
I tre polittici datati e firmati da Martino di Bartolomeo e Giovanni di Pietro da Napoli risalgono al 1402, 1403 e 1405. Due Madonne e santi alle pareti sono di Jacopo di Michele detto il Gera, mentre il Polittico di San Michele in Borgo è di Taddeo di Bartolo, autore anche di altri pannelli provenienti da polittici smembrati.
La sala 23 contiene ancora delle bifore dell'antico convento. Tra le opere esposte alcune sculture lignee di Francesco di Valdambrino (Annunciazione, da San Francesco, e Vergini annunciate).
La sala 24 è dedicata alla scuola pittorica pisana della fine del XIV, inizio del XV secolo. Tra gli artisti rappresentati vari autori di polittici, quali Getto di Jacopo e Turino Vanni. Il Crocifisso della Dogana (1437) contiene la più antica veduta del Duomo di Pisa. Si trova qui anche un trittico di Bicci di Lorenzo.

### Il Quattrocento

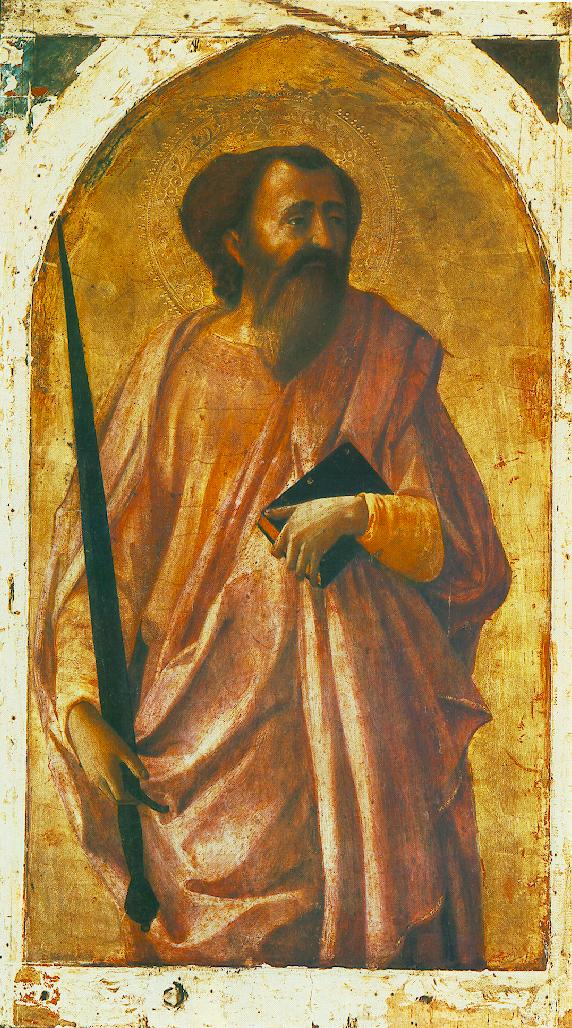
San Paolo di Masaccio

Nella sala 25 molto interessante è la collezione del primo Rinascimento: il San Paolo di Masaccio (1426), parte dello smembrato polittico della Chiesa del Carmine; la Madonna di Alvaro Pirez d'Évora; la Madonna dell'Umiltà di Gentile da Fabriano; la Madonna col bambino di Beato Angelico (1423); il busto reliquiario di San rossore, opera bronzea di Donatello (1424-1427); un bassorilievo di Michelozzo; un'Incoronazione della Vergine di Neri di Bicci (metà del XV secolo); la Madonna col Bambino di Zanobi Macchiavelli.
La sala 26 è dedicata al fiorentino Benozzo Gozzoli, con una Crocefissione e due Madonne, come pure la sala successiva che contiene le sinopie degli affreschi del convento di San Domenico, oltre a sculture lignee di Luca della Robbia, Andrea Guardi e Giovanni Buglioni. Chiudono la sala due opere su tavola di Domenico Ghirlandaio.
La sala 28 contiene un pregevole trittico di scuola fiamminga con Santa Caterina e alcune tavole di scuola del Ghirlandaio, con San Sebastiano e altri soggetti.

### Pittura dal Cinque al Settecento
Le sale dalla 29 alla 32 dovranno ospitare la pittura dei secoli del Granducato di Toscana, dal XVI al XVIII, con opere di artisti qualli Santi di Tito, il Cigoli, Jacopo Vignali, il Passignano, il Sodoma, Rutilio Manetti, Francesco Curradi, Matteo Rosselli, Giovanni Bilivert, Giuseppe Melani e Giovanni Battista Tempesti.

## Posseduto musicale

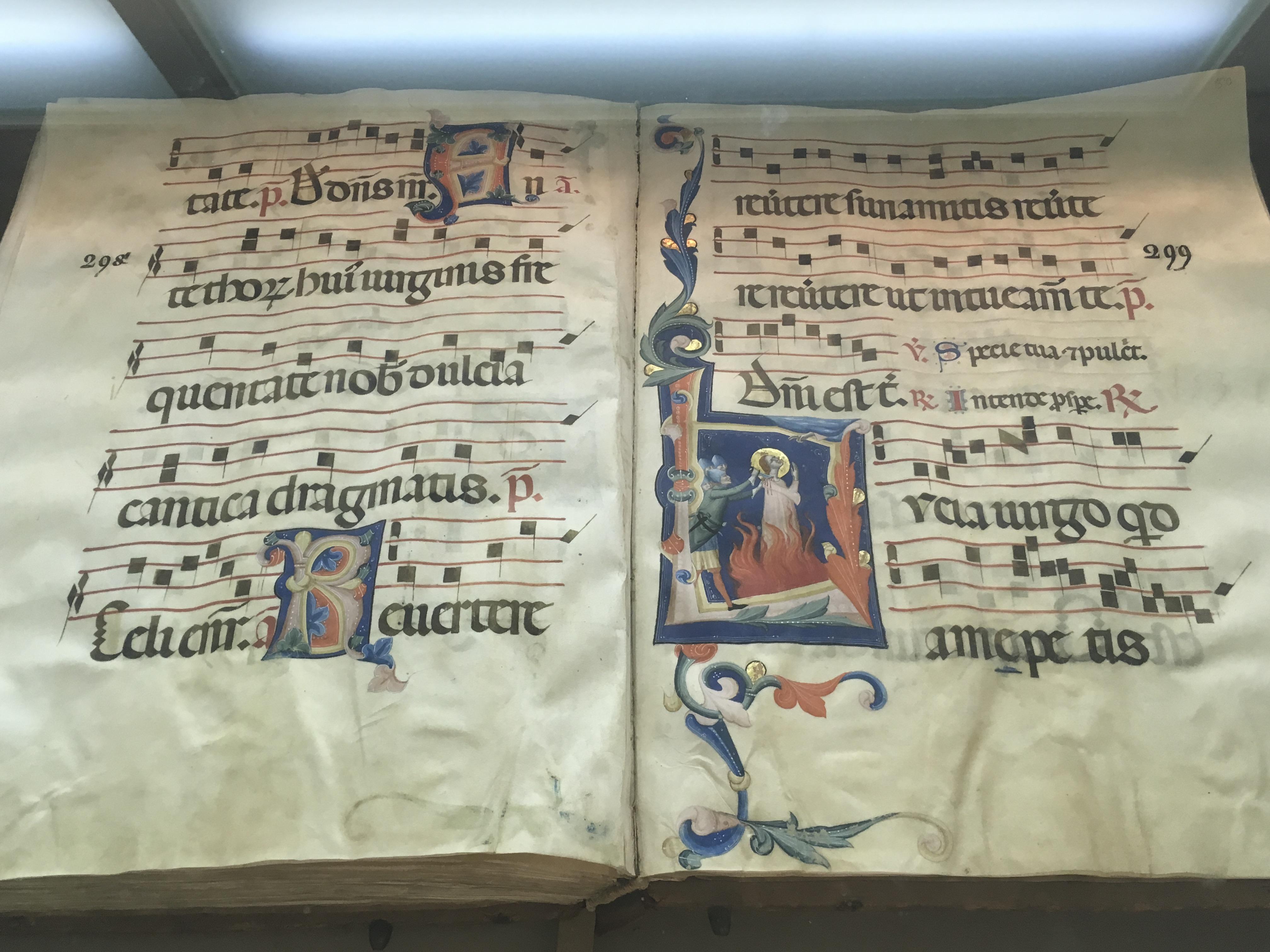
Antifonario conservato nel Museo Nazionale di San Matteo a Pisa.

Nel posseduto del Museo ci sono anche 27 libri liturgici con notazione musicale, risalenti al Trecento. Furono commissionati dalla Chiesa di San Francesco, dove rimasero fino al 1808. Da allora hanno subito alcune migrazioni latrici di minimi smembramenti. Napoleone li trasferì nella Chiesa di San Nicola, dove rimasero fino al 1893, e da lì tornarono a San Francesco fin quando furono incorporati nel Museo di San Matteo nel 1949. Durante questi trasferimenti un volume potrebbe essere stato trafugato: la sua descrizione corrisponde a un antifonario oggi conservato a Bethlehem in Pennsylvania. Tra i libri a Pisa si riconoscono 7 antifonari, 5 graduali, e 15 libri liturgici. Gli antifonari e i graduali sono il gruppo più omogeneo: sono tutti databili tra il terzo e il quarto decennio del Trecento e recano i canti liturgici da eseguire durante l'arco di tutto l'anno. Gli altri libri hanno una notazione quadrata nera in tetragramma rosso e una scrittura gotica nera, ma su di loro non si è mai condotta un'analisi sistematica, né a livello codicologico né a livello musicale.
Di interesse musicale, il Museo conserva anche otto dipinti su tavola, due su tela, una scultura in marmo e due colonne di legno che raffigurano strumenti musicali: una collezione che abbraccia un ampio arco temporale (dal XII al XVII secolo) e rappresenta una fonte importante di iconografia musicale.